# Carlos Iturgaiz
Carlos José Iturgaiz Angulo (Santurce, Vizcaya, 20 de octubre de 1965) es un profesor y político español perteneciente al Partido Popular del País Vasco, del cual fue presidente. Fue eurodiputado entre 2004 y 2019.

## Orígenes y primeros años
Nacido en el seno de una familia de origen navarro e ideología carlista, Iturgaiz se crio entre Santurce y Portugalete, donde estudió en el Colegio Santa María. En un principio se le consideró mal estudiante y encaminado a la formación profesional. Sin embargo, en su adolescencia, una vez hubo cambiado de instituto, enderezó su carrera académica. Posteriormente inició estudios de lenguas clásicas, que abandonaría para titularse como estudiante de acordeón.

## Trayectoria política
Su trayectoria política se inicia como apoderado de las Juntas Generales de Vizcaya y como concejal del Ayuntamiento de Bilbao en el año 1991. En el primer cargo estaría hasta 1993, mientras que en el segundo estaría hasta 1995. En 1994 comenzó su labor de diputado en el Parlamento Vasco, cargo que no dejaría hasta su elección como diputado para el Parlamento Europeo.
Dentro del Partido Popular en el País Vasco fue designado secretario general en 1993, cargo desde el que pasaría a ser presidente en 1996 y en el que estuvo hasta 2004.
Encabezó la lista de este partido en las elecciones al Parlamento Vasco de 1998, mientras Jaime Mayor Oreja era ministro de Interior y consiguió un gran éxito electoral, al situar al PP en segunda posición. Esta era la primera vez que el PP quedaba en esa posición. El resultado se repetiría en 2001 con Mayor Oreja, pasando el PP a ser la tercera fuerza en 2005 con María San Gil.

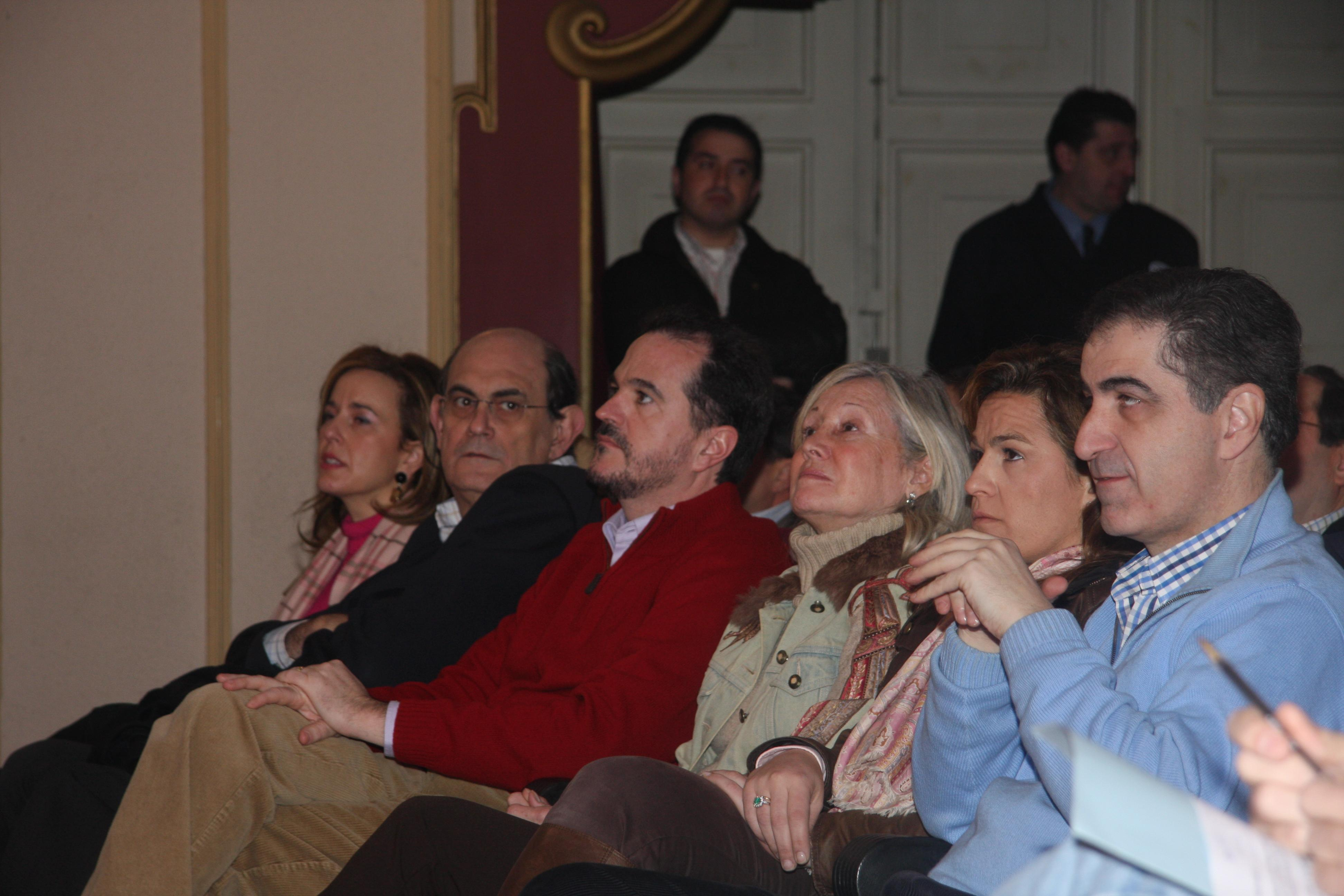
Fotografiado en un mitin del PP de 2009

Entre 2004 y 2014 fue eurodiputado, pero no consiguió revalidar el cargo en las elecciones europarlamentarias del 2014. Tras la elección de Miguel Arias Cañete como comisario europeo, accedió al Parlamento Europeo como siguiente de la lista del PP. Fue miembro de la Comisión de Pesca y de la Delegación en la Asamblea Parlamentaria Paritaria ACP-UE y suplente en la Comisión de Peticiones, la Delegación para las Relaciones con Sudáfrica, la Delegación en la Asamblea Parlamentaria EuroLatinoamericana y la Delegación en la Asamblea Parlamentaria Euronest.
En septiembre de 2018 fue uno de los eurodiputados que votó en contra del informe que solicitaba la retirada del derecho de voto en la Unión Europea a Hungría por incumplir el gobierno de Viktor Orbán con los principios del Estado de derecho; se opuso así a la mayoría de diputados del Partido Popular Europeo (que votaron a favor), y al grueso de correligionarios del Partido Popular español en el parlamento europeo, que se abstuvieron. Afirmó que «es un suicidio para el Partido Popular Europeo apoyar un informe que ha elaborado una persona radical de izquierdas que solo persigue hacer daño al PPE. Orbán es parte del PPE».
En abril de 2019 anunció que dejaba la política, tras verse relegado al puesto 17 de la lista europea del PP.
El 23 de febrero de 2020 es nombrado candidato a lendakari para las elecciones al Parlamento Vasco por las siglas de PP+Cs en sustitución de Alfonso Alonso.
En las elecciones vascas sacó 60.650 votos, el 6,77% y seis escaños. Tres por Álava, dos por Vizcaya y uno por Guipúzcoa.  Resultando Iturgaiz elegido parlamentario por la provincia de Vizcaya. Quedando la coalición como quinta fuerza en el Parlamento empatado con Elkarrekin Podemos.
El 7 de octubre de 2020 fue elegido presidente del Partido Popular del País Vasco. 

## Controversias
- La organización terrorista ETA intentó asesinarlo al menos en dos ocasiones, una de ellas junto a la dirección del PP vasco en el cementerio de Zarauz.[cita requerida]
- En 2003 fue apartado un mes del Parlamento Vasco por hacer trampas en una votación.[6]
- Carlos Iturgaiz ha actuado como observador internacional de procesos electorales en varios países de América Latina. Sin embargo, hizo declaraciones favorables al discutido proceso electoral de Honduras en 2009, atacando simultáneamente la actitud de gobiernos de izquierda.[7] Igualmente controvertida fue su expulsión de Venezuela donde acompañaba a Luis Herrero
- En abril de 2013, en una comparecencia ante la Comisión de Peticiones de la Eurocámara, comparó los escraches reivindicativas de la Plataforma de Afectados por la Hipoteca (PAH) durante 2013 con las acciones de grupos independentistas vascos durante 1996.[8] Y acusó a la organización ciudadana PAH de haber comenzado una campaña de “acoso e intimidación” a los cargos electos de su partido.[9]
- En junio de 2013 protestó por la otorgación, por parte de la Eurocámara, del Premio Ciudadano Europeo 2013 a la Plataforma de Afectados por la Hipoteca (PAH). Iturgaiz acusó a la PAH de utilizar la violencia y aseveró que premiar los escraches era premiar los acosos y la intimidación, es decir, la violencia.”[10]

## Otros datos
- Iturgaiz habla inglés, francés y euskera, que comenzó a estudiar de adolescente, y ha escolarizado a sus hijos en un colegio que sigue el modelo D de inmersión lingüística en ese idioma.[11]
- Es socio del Athletic Club de Bilbao.[cita requerida]